# 錫西利亞 (路易斯安那州)
錫西利亞（英語：Cecilia）是位於美國路易斯安那州聖馬丁堂區的一個普查規定居民點。

## 人口
根據2020年美國人口普查的數據，錫西利亞的面積為5.54平方千米，當中陸地面積為5.49平方千米，而水域面積為0.05平方千米。當地共有人口1807人，而人口密度為每平方千米326.17人。